# Vùng của Eswatini

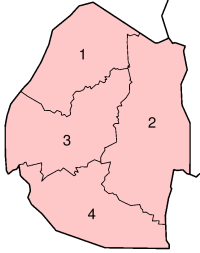
Các vùng của Eswatini:
1 là Hhohho
2 là Lubombo
3 là Manzini
4 là Shiselweni

Eswatini (tên cũ Swaziland) được chia thành bốn vùng: Hhohho, Lubombo, Manzini và Shiselweni. Mỗi vùng được chia thành các tinkhundla. Có 55 tinkhundla ở Eswatini và mỗi người bầu ra một đại diện cho Hạ viện Eswatini. Mỗi Tinkhundla được các chia thành imiphakatsi nhỏ hơn.

## Số liệu
| Số thứ tự | Vùng       | Thủ phủ   | Diện tích (km²) | Dân số (2017) |
| --------- | ---------- | --------- | --------------- | ------------- |
| 1         | Hhohho     | Mbabane   | 3,625.17        | 320,651       |
| 2         | Manzini    | Manzini   | 4,093.59        | 355,945       |
| 3         | Lubombo    | Siteki    | 5,849.11        | 212,531       |
| 4         | Shiselweni | Nhlangano | 3,786.71        | 204,111       |